# Angry Birds Reloaded
Angry Birds Reloaded — казуальная видеоигра-головоломка 2021 года, разработанная финским разработчиком видеоигр Rovio Entertainment, и 19-я игра в серии мобильных игр Angry Birds. Игра была выпущена исключительно для службы подписки Apple Arcade 15 июня 2021 года. Он вдохновлён классическими играми из рогатки Angry Birds с новой графикой, а также персонажами из дилогии Angry Birds в кино.

## Сюжет
Рэд ловит трёх свиней-миньонов, шпионящих за ним, пока показывает разные локации Свиного города с Бомбой, Чаком и Блюзом. Свиньи убегают, но птицы отгоняют их и продолжают разрушать их крепости с помощью рогатки.
Некоторое время спустя Рыжий, Чак, Бомба и Блюз поднимаются на Орлиную гору и обнаруживают, что Могучий Орёл мочится в печально известном Озере Мудрости, в котором плавают и отдыхают два Свиньи-миньона и Гарри. Затем птицы разрушают крепости свиней, найденные в этом районе.
В день свадьбы Теренса и Матильды всё, кажется, идёт гладко, пока Леонард, Свин-повар и Свин-миньон не вырываются из свадебного торта. Птицы снова разрушают постройки свиней, построенные в этом районе.
После этого свиньи снова крадут яйца. Это путешествие приводит их на Свинский остров, где они находят свиней на Южном пляже, собирающих яйца на Кобальтовых плато.
Находясь на острове Росс, Ред, Чак и Бомб шпионят за городом свиней на ветке дерева, которую Леонард отпиливает. Затем птицы разрушают строения, найденные в городе, и добираются до Дворца свиней. Там они находят яйца и снова встречают Леонарда и Шеф-повара, которые запирают птиц в клетке. Однако яйца, украденные свиньями, являются подделками, которые взрываются, когда их кладут в котёл, освобождая птиц и побеждая свиней.
Некоторое время спустя на побережье таинственным образом появляется гигантский ледяной шар. Ред, Чак, Бомба, Сильвер, Леонард, Гарри и Кортни прибывают на место происшествия, чтобы провести расследование. Узнав, что ледяные шары происходят с таинственного третьего острова, Орлиного острова, птицы и свиньи решают заключить временный союз, чтобы спасти свою родину. Команда добирается до Орлиного острова и разделяется на две группы: Красный и Серебряный идут сами по себе и шпионят за охранниками-орлами, в то время как другие используют костюм Харви, чтобы проникнуть в ледяную пушку, запускающую ледяные шары. Пробравшись внутрь ледяной пушки, группа воссоединяется и встречает Зету, лидера орлов. Несмотря на усилия команды по уничтожению остальной армии орлов, Зета и несколько орлиных охранников всё же захватывают их. Однако ледяная пушка в конечном итоге взрывается, освобождая птиц и свиней и побеждая орлов.

## Геймплей
Геймплей Angry Birds Reloaded очень похож на оригинальные игры, на которых он основан. Игрок целится и запускает птиц из рогатки в крепости свиней, пока все свиньи на уровне не будут уничтожены. Это должно быть достигнуто до того, как у игрока закончатся птицы для стрельбы. Однако, в отличие от предыдущих инсталляций серии, Angry Birds Reloaded включает в себя сеттинг Орлиного острова, где свиньи представлены как игровые персонажи, которыми можно стрелять из рогатки, а орлы появляются как враги. У каждой играбельной птицы/свиньи есть способность, которая активируется при касании экрана, когда они находятся в полёте. Способности каждой птицы возвращаются из предыдущих игр, таких как оригинальная Angry Birds и её продолжение 2015 года. Однако у Леонарда такие же способности, как у Теренса, а у Харви/Кортни такие же способности, как у Матильды.
Игра разделена на уровни, которые подразделяются на эпизоды. Изначально в игре было семь эпизодов. Хотя игра включает бонусы, в отличие от предыдущих игр, выпуск игры как части службы подписки на мобильные игры Apple Arcade означает, что эти бонусы приобретаются за монеты, выигранные в игре, а не за реальные деньги.